# 동강가 왕조
동강가 또는 루디 강가, 프라챠 강가는 5세기 초부터 15세기 초까지 칼링가에 존속하던 중세 인도의 왕조이다. 오늘날 오디샤주 전체와 서벵골주, 안드라프라데시주, 차티스가르주 일부로 구성된 영토를 지배하였다. 왕조의 초기 지도자들은 단타푸람에서 통치하였으며, 수도는 후에 칼링가나가라(오늘날의 무칼링감)로, 그 후 최종적으로 칼타카(오늘날의 쿠타크)로 옮겨졌다. 푸리의 자간나트 사원과 1984년 유네스코 세계문화유산으로 지정된 코나라크의 태양신 사원은 이들이 지은 것이다.
동강가의 통치자들은 무슬림 통치자들의 끊임없는 공격으로부터 왕국을 방어하였으며, 15세기 초 바누데바 4세 왕의 치세를 마지막으로 멸망하였다. 이 왕국은 무역과 상업을 통해 번영했으며, 재정은 주로 사원 건설비에 투입되었다. 동강가의 통화는 강가 파남(Ganga fanam)이라고 불렸으며, 남인도의 촐라 및 동찰루키아의 화폐와 유사하였다.

## 기원
B. 마스타나야에 따르면 동강가 왕조의 기원은 명확하게 밝혀지지 않았다. 그러나 영국의 저명한 학자이자 예술가, 미술 평론가, 역사가, 고고학자이자 인도 예술과 건축의 권위자인 퍼시 브라운(Percy Brown)은 무칼링감 사원이 부바네스와르 사원보다 먼저 지어졌으며(부바네스와르에는 무칼링감보다 앞선 여러 사원이 있기 때문에 설명할 수 없음) 서기 4세기부터 카르나타카에서 시작된 바다미 찰루키아 사원 건축에 따라 지어졌고, 오디아 장인들이 동강가, 가자파티 제국 통치 기간과 이후 트리카링가 (오디샤) 지역에 사원을 지을 때 표본 모델로 따라했다고 주장했다. 오디샤의 특정 사원 탑에는 레카와 피다 들 장식 유형이 결합되어 있는데, 이는 카르나타카의 카담바 사원에서 처음 등장한 것이다. 무칼링감(칼링가나가라) 마두케스와라(무칼링게스와라) 사원도 카르나타카의 카담바 사원과 비슷하다. 아이홀, 바다미, 파타다칼 마을은 서기 4세기부터 '인도 사원 건축과 힌두교 암석 건축, 석조 예술품 및 건축 기술의 요람'으로 부상했다. 서기 7세기의 동강가 왕 인드라바르마가 사용한 문자는 그의 전임자들과 마찬가지로 바다미의 샬루키야와 관련 하위 조직인 벵기 샬루키아 분파에서도 사용한 공통된 칸나다-텔루구어 문자이다. 이 모든 것은 동강가 왕조가 카르나타카의 초기 서강가 왕조(기원전 350년경 설립)에서 유래했다는 강력한 증거이다.
역사가들은 아난타바르만 초다강가가 벵골계 칸다야트이라고도 알려진 마히시야일 가능성이 있다고 주장한다. 마히시야는 또한 제국의 황실 민병대의 한 축을 이루었다. 역사가 우핀더 싱에 따르면 기원전 4세기에 오디샤는 여러 개의 작은 제후국으로 나뉘었고, 그 중 일부는 굽타 제국에게 충성을 바쳤다. 남부 오리사에서는 피트리바크타, 마타라, 바시슈타 등의 왕조가 권력을 잡았다. 5세기에는 칼링가 남부에서 동강가가 부상했다. 이 왕들은 아마도 서강가 왕조의 한 분파이며 카르나타카주에서 이주한 사람들이었을 것이다.
아난타바르만 초다강가의 서기 1113년과 1118/1119년의 코르니 동판과 비샤카파트남 동판, 1198/99년 라자라자 3세의 다고바 동판, 아난가비마 3세의 나가리 동판 및 기타 기록은 동강가 왕조의 시조를 카마르나바 1세로 추적하고 있다. 나라심하데바 2세의 켄두팟나 동판과 나라심하데바 4세의 푸리 동판에도 카마르나바가 오늘날 카르나타카주의 강가와디 지방에서 왔다고 명시되어 있다. 코르니 동판에는 카마르나바 1세가 강가와디 동쪽에 위치한 마헨드라산을 거쳐 칼링가까지 왔다고 언급되어 있다. 또한 비라심하의 장남인 카마르나바 1세가 자신의 정당한 왕좌를 친삼촌에게 양보한 후 강가와디비사야(남부 카르나타카의 서강가 왕국)의 수도인 콜라할라푸라(쿠발랄라푸라 또는 콜라)를 떠났다고 기록되어 있다. 그는 네 형제와 함께 새로운 왕국을 세우기 위해 동쪽으로 출발하여 마헨드라산 정상에 도달하여 올라 시바를 고카르나스와민 또는 고카르네스와라 신으로 숭배하고 황소(난디) 상징을 얻은 후 동쪽으로 내려와 전투에서 지역 부족 왕 사바라디티야 또는 발라디티야를 물리치고 고카르네스와라의 축복으로 칼링가 전체를 차지했다. 역사학자 바이라비 프라사드 사후는 서기 498-500년경 마헨드라기리산 남쪽 지역을 정복한 강가가 마헨드라기리산의 사오라(사바라 또는 사바라) 부족의 신을 시바-고카르나스와민이라는 이름으로 가문의 수호신으로 인정했다고 기록한다.
금석학자 존 페이스풀 플릿은 강가와디와 콜라할라푸람을 강가 왕조(서기 350년에 건국)와 서강가 왕조가 통치한 콜라르로 구분했다. 초기 및 후기 동강가 왕들은 모두 동카담바 왕조와 긴밀한 관계를 맺었으며, 이들은 토후, 가신 및 지방 총독으로 활동했다. 칼링가의 초기 및 후기 동강가 왕들은 대부분 마헨드라기리의 고카르네스와라의 성스러운 발을 숭배했다. 이 신은 또한 전 세계에서 유일한 시바 신의 아트말링가인 고카르나(카르나타카)에 위치한 마하발레슈와르 사원을 통해 카르나타카와 강한 연관성을 가지고 있다. 기원전 10세기와 11세기 초 초기 강가의 세력이었던 동카담바 가문은 마헨드라산 인근의 작은 지역을 통치했다.
역사가 디네쉬와르 싱은 동강가와 서강가 사이의 관계를 가리키는 몇 가지 사실을 나열한다. 카르나타카의 강가 왕조와 카담바 왕조가 서로 결혼 관계를 맺은 것처럼 칼링가의 강가 왕조와 카담바 왕조도 서로 혼인 관계를 맺었다. 바이자얀티(바나바시), 팔라시게, 항갈(모두 카르나타카주에 있음)의 카담바의 가족신은 비문에 바나바시의 마두케슈와라로 묘사되어 있다. 역사학자 M. 소마세카라 사르마는 카담바가 그들의 가족신 마두케슈와라를 새 고향 칼링가로 데려왔다고 주장한다. 카마르나바 2세가 나가라에 마두케슈와라 사원을 세운 것은 그의 동족이자 친척인 동카담바 왕조의 요청에 따른 것으로 보인다. 역사가 G. R. 바르마는 동강가 왕 카마르나바 2세가 기존 고카르네슈와라 사원을 개조한 후 마두케슈와라로 이름을 바꿨다고 주장한다. 역사가 R. 수바 라오는 칼링가나가라의 마두케스와라 신은 그 사원에서 발견된 일부 비문에서 자얀테스와라(바이자얀티 또는 바나바시 마을에 근거) 또는 고카르네슈와라(고카르나의 마하발레슈와르 신)라고도 불렸다고 말한다. 소마세카라 사르마는 동카담바 왕조가 아마도 오늘날의 다르와드구, 벨라가비구, 라트나나기리구에서 칼링가로 왔을 것이라고 말한다. 그는 칸나다어 지명 팔라시게(고대 칸나다어로는 할라시 또는 팔라시)를 조잡하게 왜곡한 마을이 칼링가 지역에 팔라사(팔라시카)로 존재한다는 것을 보여줌으로써 이를 입증한다. 대부분의 초기 서강가인들은 칼링가의 동강가인들과 같은 시바교도였다.
또한 서강가 왕조의 음유시 전통은 이크슈바쿠 왕조를 통해 태양으로부터의 혈통을 주장하던 반면, 동강가 왕조는 자신들의 혈통이 찬드라밤사 계통인 달로부터 내려온다고 주장한다. 서강가 왕조가 태양으로부터 그들의 혈통을 추적했던 것과는 달리, 후기 동강가는 자신들이 비슈누에서 브라흐마, 아트리, 찬드라(달)를 통해 달에서 내려왔다고 주장했다.
디네쉬와르 싱은 서강가 왕조와 동강가 왕조 사이의 관계에 대한 견해와 논쟁에도 불구하고 그들 사이에 나열된 유사점은 동강가 왕조의 창시자가 카르나타카의 강가와디 지방에서 여행하여 트리칼링가에 도착했음을 강력하게 나타낸다. 역사가 R. S. 샤르마 과 K. M. 슈리 말리. 슈리 말리 칸나다 출신의 여러 지배 가문이 번성하여 동강가, 동카담바, 아마도 삼발푸르 지역의 바가라코타 요새에서 통치한 오디샤의 라슈트라쿠타 분파, 그리고 서찰루키아 제국이 형성된 973년 또는 그 이후에 이주한 타일라파-밤시스(간잠과 팔라키미디 주변을 지배한)의 봉신이었다고 주장한다. 일부는 이들이 서기 1063-68년 이전에 인도 북부, 중부, 동부 및 북동부를 가로지르는 비크라마디티야 6세의 원정과 함께 온 것으로 추정한다.
동강가 가문의 다섯 가지 주요 영토는 칼링가나가라(스리카쿨람), 스베타카 만다라(간잠), 기리 칼링가(심하푸르), 암바바디 만다라(구누푸르, 라야가다), 바르타니 만다라(힌질리카투, 간잠) 등 다섯 개의 행정 중심지에서 확인된다. 동강가 왕조의 중심지에는 칼링가의 세 부분, 즉 닥시나칼링가(피타푸라), 마디야칼링가(옐라만칠리 칼링가 또는 비사카파트남), 우타라칼링가(스리카쿨람구, 간잠구, 가자파티구 및 라야가다구)가 있었다. 가장 초기에 알려진 저명한 왕은 지르징기 동판 교부금으로 유명한 인드라바르만이다. 라자 프티비말라의 고다바리 교부와 비슈누쿤디나 왕 인드라바타라카의 라마티르탐 교부는 바카타카 왕의 강가 장군이자 단타푸라의 지역 통치자였던 미타바르만의 아들 인드라바르만 1세가 강력한 비슈누쿤디나 왕 인드라바타라카에 맞서 작은 남부 칼링가 왕국 연합군을 지휘하여 그를 물리치고 살해한 네 엄니 코끼리 전쟁 또는 차투르다타 사마를 가리킨다. 비슈누쿤디나는 복수를 위해 돌아와 바카타카 왕과 동맹군을 물리쳤고, 인드라바르만은 자신을 트리칼링가디파티(세 칼링가의 군주)로 선포하고 공격하는 비슈누쿤디나를 피해 수도를 북쪽으로 옮겼다. 그의 아들 하스티바르만은 오디샤의 두 굽타 봉신 왕조인 남부 토샬리의 비그라하와 무드갈라 사이에 끼어 있었다. 아버지와 마찬가지로 공격에 가담한 그는 비그라하라와의 주요 전투를 지휘하여 고대 칼링가 북부의 영토를 획득하고 자신을 사칼라 칼링가디파티(칼링가 전체의 통치자)로 선포했다. 이 왕조는 고대 오디샤와 북안드라프라데시에서 강력한 통치 가문으로 남아 있었지만 바우마카라 왕조의 중앙 권위 아래에서 계속 가신 통치자로 남아 있었는데, 이는 이 가문에 속한 자야바르마데바라는 이름의 작은 동강가 왕이 간잠 교부금에서 자신을 시바카라 데바 1세의 봉신으로 언급하고 그의 허락으로 교부금을 나눠준 사실에서 입증된다.
11세기 중반 아난타바르만 바즈라하스타 5세의 통치 기간 동안 이 부족은 북쪽 국경에서 소마밤시 왕조의 권위에 도전하고 그들의 주요 라이벌인 칼라추리와 동맹을 맺으며 패자로 부상하기 시작했다. 전투에서 연이은 승리를 거두고 왕국 내 300개 브라만 가문에 토지를 하사한 바즈라하스타 5세는 트리칼링가디파티(3개 칼링가의 군주)와 사칼라칼링가디파티(완전한 칼링가의 군주)라는 칭호를 얻으며 소마밤시의 중앙집권적 권위에 도전하고 동강가의 제국 시대를 위한 기반을 마련했다. 세기 후반, 데벤드라바르만 라자라자 1세는 소마반시 왕 마하시바굽타 잔멘자야 2세를 완전히 물리치고 촐라와 전투를 벌이며 벵기 지역의 권위를 확립했다. 촐라는 라자라자 1세에게 패배했고 촐라 공주인 라자 순다리는 촐라와 강가 사이의 문제 해결을 위한 선의의 제스처로 동강가 왕과 결혼했다.
라자순다리의 아버지에 대한 신원 확인은 큰 논란의 여지가 있는 문제이며, K. A. 닐라칸타 사스트리와 같은 일부 학자들은 라자순다리의 아버지를 비라라젠드라 촐라와 동일시한다.  라자라자 1세가 갑자기 사망한 후 그의 미성년자 아들 초다강가 데바가 왕위에 올라 조상 왕국의 많은 부분을 현재 유리한 위치에 있던 촐라에게 잃었다. 그러나 아나나타바르만 초다강가 데바는 오랜 투쟁과 좌절의 젊은 시절을 보냈을 뿐만 아니라 마침내 이 지역에서 촐라의 존재를 완전히 제거하고 우트칼라, 칼링가, 가우다, 라다, 벵기를 하나의 왕국으로 통합하는 데 성공했다. 그의 비문 중 많은 부분이 옛 벵기 왕국의 경계 안에서 발견되지만, 벵골에서 벵기까지 그의 제국의 넓은 범위는 그의 코르니 교부 비문에 명확하게 명시되어 있다. 초다강가의 스리 쿠르맘 사원 보조금에는 그가 바기라티 강가에서 고다바리강 사이의 지역인 가우타미 강가까지 영토를 확장했다고 분명히 명시되어 있다. 그가 좌절에 직면한 유일한 전선은 서쪽 라이벌인 칼라추리와의 전선이었다. 그의 후손 아낭가비마 데바 3세는 점차적으로 칼라추리를 완전히 물리치는 임무를 완수했다. 그는 코르니 동판에서 자신을 99,000마리의 전쟁 코끼리의 군주라고 언급했는데, 고대 굴마 군사 분할 체계에 따라 군사력을 계산하면 백만 명의 군인과 50만 마리의 동물이 그의 지휘에 복종하는 셈이다. 초다강가는 촐라와의 모계 혈연 관계로 인해 비라초다라는 이름의 촐라 삼촌이 어린 시절부터 침략하는 촐라에 맞서 그를 보호하는 수호자로 곁을 지켰다고 한다. 초다강가는 이 삼촌의 딸과 결혼했고, 평생 전쟁과 행정 업무를 담당하는 동안 타밀 장교들을 초다강가에게 복무시켰다. 초다강가 데바는 갠지스강에서 고다바리강에 이르는 고대 칼링가 대부분을 재통일했을 뿐만 아니라 동인도 해안의 동강가의 제국 헤게모니를 장악하는 데 앞장섰다. 초다강가 데바는 강력한 왕이었으며 라자라자 데벤드라바르만의 아들이자 칼링가나가라 제국 강가의 바즈라하스타 아난타바르만의 손자였다. 그의 어머니는 촐라 왕조의 라자순다리 공주였다.

## 역사
마가메가바하나 왕조가 멸망한 후, 칼링가는 봉건 영주들이 지배하는 여러 왕국으로 분할되었다. 이 영주들 각각은 칼링가의 군주라는 뜻의 칼링가디파티(Kalingadhipathi)라는 칭호를 지녔다. 동강가 왕조는 인드라바르만 1세가 비슈누쿤디나의 왕 인드라바트라카를 물리치고 칼링가나가라(또는 무칼링감)를 수도로, 단타푸람을 보조 수도로 정한 후 이 지역을 통치하면서 시작되었다. 강가 왕은 다양한 칭호를 사용하였는데, 대표적으로 세 칼링가 지역(남쪽의 칼링가, 북쪽의 웃칼라, 서쪽의 닥쉬나 코살라)를 지배하는 군주라는 뜻의 트리칼링가디파티(Trikalingadhipathi) 또는 사칼라 칼링가디파티(Sakala Kalingadhipathi)를 들 수 있다.
오디샤주와 인접한 안드라프라데시주 시리카쿨람 인근에 있는 무칼링감은 초기 동강가의 수도인 칼링가나가라로 확인되었다.
초기 동강가 세력이 쇠퇴한 후 동찰루키아가 이 지역을 장악하였다. 바즈라하스타 아니야카비마 1세(980년 ~ 1015년)는 내부 분쟁을 이용해 강가 왕조의 권력을 부활시켰다. 이들의 치세 동안 시바파 힌두교의 교세가 불교와 자이나교보다 우위를 점하게 되었으며, 무칼링감의 시리무칼링감 사원이 이 시기에 지어졌다.
11세기에 촐라는 데벤드라바르만 라자라자 1세의 갑작스러운 죽음과 함께 강가 왕국을 그들의 지배하로 두게 되었다. 그의 아들 초다강가 데바는 그의 외삼촌 중 한 사람의 보호 아래 5세에 왕위에 올랐다. 촐라 일족은 칼링가, 벵기, 웃칼라, 오드라 및 벵골 일부를 하나의 왕국으로 확보하기 전에 여러 장애물을 극복해야 했다.

### 통혼
동강가는 촐라, 찰루키아 등과 통혼하던 것으로 알려졌다. 왕조의 초기 체제는 5세기 초부터 시작되었을 수도 있다.

### 아난타바르만 초다강가

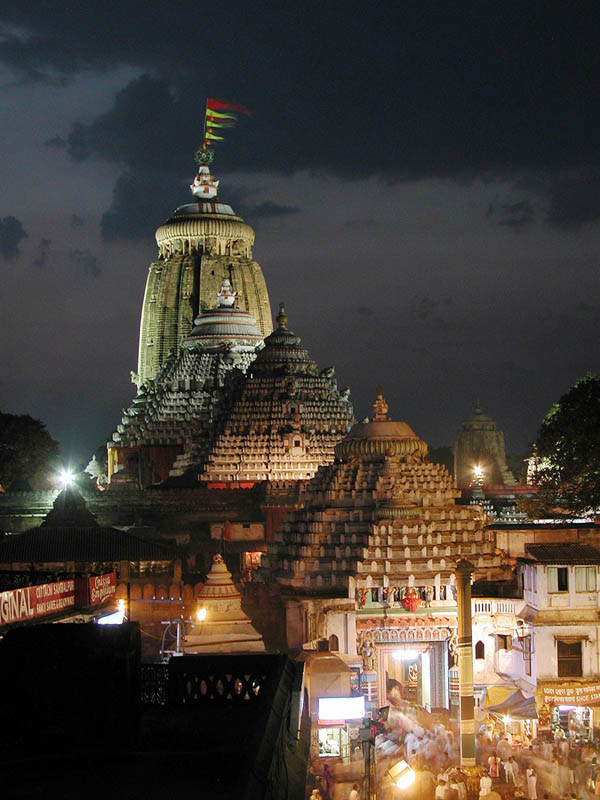
마하라자 아난타바르만 초다강가 데바가 건설한 푸리의 자간나트 사원.

11세기 말에 이 왕조는 창시자인 아난타바르만 초다강가의 이름을 따서 초다강가 왕조로 알려지게 되었다. 그는 남부 오디샤 지역과 북부 안드라 해안 지역을 중심으로 한 칼링가 왕국의 통치자인 라자라자 데바의 아들이었고, 그의 어머니는 촐라 황제 비라라젠드라 촐라의 딸인 촐라 공주 라자순다리였다.
그는 북부의 갠지스 강에서 남쪽의 고다바리강까지 지배하며 동강가 왕조의 토대를 마련한 것으로 여겨진다. 또한 그의 통치 기간 동안 푸리(Puri)에 거대한 자간나트 사원이 세워졌다. 그는 서기 1076년에 트리칼링가디파티 칭호를 받으며 처음으로 칼링가의 세 구역을 모두 통치하게 되었다.
아난타바르만은 종교인이자 예술과 문학의 후원자였다. 그는 오디샤에 유명한 푸리의 자간나트 사원을 지은 것으로 알려져 있다. 아난타바르만 초다강가데바 왕의 뒤를 이어 나라싱하 데바 1세(1238~1264)와 같은 저명한 통치자들이 이어졌다.

### 쇠퇴
1198년에 왕위에 오른 라자라자 3세는 1206년에 오디샤를 침략한 벵골의 무슬림들을 몰아내기 위한 아무런 노력도 하지 않았다. 그러나 라자라자의 아들 아낭가비마 3세는 무슬림을 격퇴하고 부바네슈바라에 메게슈바라 사원을 지었다. 아낭가비마의 아들 나라심하데바 1세는 1243년 남부 벵골을 침략하여 이슬람 통치자의 수도인 가우다를 점령하여 이들을 몰아낸 후 그의 승리를 기념하기 위해 코나크에 태양 사원을 지었다. 나라심하데바 1세는 카필라시 사원의 1246년 비문에서 가자파티라는 칭호를 사용한 최초의 왕이기도 하다. 1264년 나라심하가 죽자 동강가는 쇠퇴하기 시작하였다. 델리의 술탄 피루즈 샤 투글루크가 1353년에서 1358년 사이에 오디샤를 침략하자 강가 왕은 조공을 바쳤다. 무수누리 나야카는 1356년에 오디샤 세력을 물리쳤다. 동강가 왕조의 마지막 왕으로 알려진 나라심하 4세는 1425년까지 통치하였으며, 그를 계승한 바누데바 4세는 비문을 남기지 않았다. 그의 장관 카필렌드라는 1434년에 왕위를 찬탈하고 가자파티 제국을 건국하며 동강가는 멸망하였다.

## 기년법
동강가 왕들은 통치 날짜를 정하기 위해 앙카력이라는 독특한 기년법을 제정하였다. 여기에는 통치 기간 동안 경과된 연도의 실제 기간과 다른 통치 연도를 계산하는 고유한 기능이 많이 존재한다. 이 체계는 오늘날에도 오리야력에서 여전히 유효하게 사용되며 재위 기간은 현재 푸리의 가자파티 가문의 가자파티 마하라자의 작위 재위로 표시된다.

## 주화
동가 주화는 금 파남으로 구성되었다. 앞면은 일반적으로 다른 기호와 함께 침상 황소를 묘사한다. 뒷면에는 코끼리 막대 또는 전투 도끼가 달린 막대 옆에 문자 sa(연도를 의미하는 samvat)를 나타내는 기호가 있으며 아래 숫자는 통치하는 군주의 재위 기간(앙카력)을 나타낸다. 일부 주화에는 뒷면에 sa 문자 위로 라마의 전설이 새겨져 있다.
동강가 동전 날짜의 흥미로운 측면은 이 동전이 날짜를 세기 위해 십진수를 사용하는 최초의 힌두교 동전일 수 있다는 것이다. 서사트라프, 굽타 등의 동전과 같은 이전 날짜의 동전은 20, 30, 40과 같이 10의 두 자리 배수를 나타내는 별도의 기호로 각각의 단일 자릿수를 나타내는 별도의 기호와 함께 이전 브라만 번호 체계를 사용하였으며, 100, 200 등과 같은 세 자리 숫자를 나타내는 별도의 기호가 추가로 포함되었고 따라서 123과 같은 숫자는 100-20-3으로 작성되었다. 그러나 동강가 주화는 한자리수 기호를 사용하여 표기하였고, 숫자의 위치는 10, 100 등의 값을 나타내므로 0자리 표시자를 효과적으로 사용하였다.

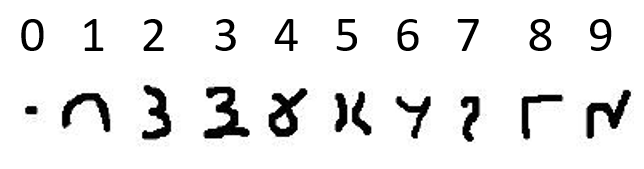
동강가 주화 숫자
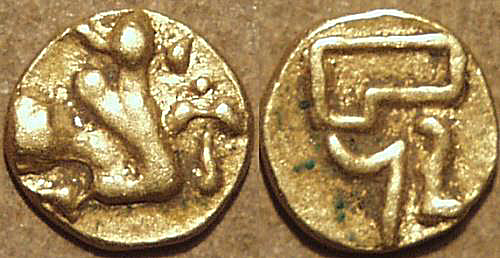
아난타바르만 초다강가의 동강가 파남(앙카 63-1128 CE)
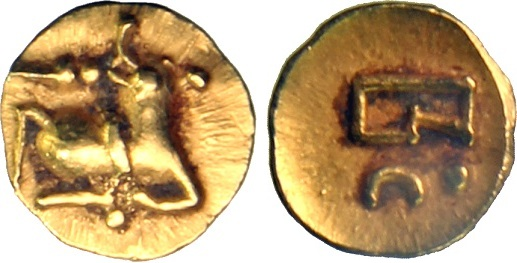
동강가의 파남(동전)

## 유산
동강가 제국은 이슬람 침략자들의 침략 시도를 성공적으로 물리침으로써 인도의 토착 문명이 힌두교도에 대한 대규모 학살, 사원 모독 및 파괴 및 힌두교 대중의 강제 개종 도시 약탈로 인해 위기에 처했던 시기에 힌두교 종교, 예술, 문화의 온실 역할을 했다고 여겨진다. 강가 제국은 또한 인도의 다른 지역에서 도피해 온 문화와 예술을 숨겼다.
동강가는 종교와 예술의 위대한 후원자였으며 강가 시대의 사원은 칼링가와 힌두 건축의 걸작 중 하나이다.

## 역대 군주
- 바카타카 통치하의 가신이었던 동강가 왕 미타바르만 (? -?)
- 인드라바르만 1세 (496–535)[39]
- 사만타바르만 (537-562)
- 하스티바르만 (562-578)
- 인드라바르만 2세 (578-589)
- 다나르나바 (589-652)
- 인드라바르만 3세 (589-652)
- 구나르나바 (652-682)
- 데벤드라바르만 1세 (652-682?)
- 아난타바르만 3세 (808-812?)
- 라젠드라바르만 2세 (812-840?)
- 데벤드라바르만 4세 (893-?)
- 데벤드라바르만 5세 (885-895?)
- 구나마하르나바 1세 (895-939?)
- 바즈라하스타 2세 또는 아낭가비마데바 1세 (895-939?)
- 건다마 (939-942)
- 카마르나바 1세 (942-977)
- 비나야디티야 (977-980)
- 바즈라하스타 아니야카비마 (980-1015)[40]
- 바즈라하스타 아난타바르만 또는 바즈라하스타 5세 (1038-?)
- 라자라자 데벤드라바르만 또는 라자라자 데바 1세 (?-1078)
- 아난타바르만 초다강가 (1078–1150)
- 자테스와라 데바 또는 에카자타 데바 (1147-1156)
- 라가바 데바 (1156-1170)
- 라자라자 데바 2세 (1170-1178)
- 아낭가 비마 데바 2세 (1178–1198)
- 라자라자 데바 3세 (1198–1211)
- 아낭가 비마 데바 3세 (1211-1238)
- 나라심하 데바 1세 (1238–1264)
- 바누 데바 1세 (1264–1279)
- 나라심하 데바 2세 (1279–1306)
- 바누 데바 2세 (1306–1328)
- 나라심하 데바 3세 (1328–1352)
- 바누 데바 3세 (1352–1378)
- 나라심하 데바 4세 (1379–1424)
- 바누 데바 4세 (1424–1434)

## 주해
1. ↑  본래 왕조명은 강가(오리야어: ଗଙ୍ଗ)이며 동강가는 카르나타카주에 존재했던 동명 왕조와 구별하기 위해 붙여진 이름이다.